# Pachnobia bryanti
Pachnobia bryanti là một loài bướm đêm trong họ Noctuidae.